# سیتی ایرویز
سیتی ایرویز (به انگلیسی: City Airways) یک شرکت هواپیمایی با کد یاتا E8 است که در تاریخ ۲۰۱۱ میلادی تأسیس شده و در تاریخ ۱ سپتامبر ۲۰۱۲ فعالیتش را آغاز کرده‌است. دفتر مرکزی سیتی ایرویز در بانکوک، تایلند واقع شده‌است و قطب این شرکت هواپیمایی در فرودگاه بین‌المللی دن موئنگ قرار دارد و به ۳ مقصد، پرواز مستقیم انجام می‌دهد.